# Пустовійти
Пустовійти́ — село в Україні, в Уланівській сільській громаді Хмільницького району Вінницької області. Населення становить 575 осіб.

## Населення

### Мова
Розподіл населення за рідною мовою за даними перепису 2001 року:
| Мова       | Відсоток |
| ---------- | -------- |
| українська | 97,91%   |
| російська  | 1,04%    |
| білоруська | 0,52%    |
| інші       | 0,53%    |

## Географія
Селом тече річка Безіменна.